# Fábio Aguiar da Silva
Fábio Aguiar da Silva, meglio noto come Fábio Aguiar (Bom Jardim, 28 febbraio 1989), è un calciatore brasiliano, difensore del Sampaio Corrêa.

## Palmarès

### Club

#### Competizioni nazionali
- Coppa dell'Imperatore: 1

Yokohama F·Marinos: 2013